# Râul Piva
Râul Piva este unul din cele două brațe care formează râul Plescioara.

## Hărți
- Harta munții Vâlcan  Arhivat în 15 iunie 2011, la Wayback Machine.